# Општина Мислиња
Општина Мислиња (словен. Mislinja) је једна од општина Корушке регије у држави Словенији. Седиште општине је истоимени градић Мислиња.

## Природне одлике
Рељеф: Општина Мислиња налази се у северном делу Словеније, у југоисточном делу покрајине словеначке Корушке. Средишњи део општине је долина истоимене реке Мислиње. Источно од долине издиже се планина Похорје, а западно Уршља гора.
Клима: У општини влада оштрија, планинска варијанта умерено континенталне климе.
Воде: Најважнији водоток у општини је река Мислиња, која у општини и извире. Сви остали водотоци су мали и њене су притоке.

## Становништво
Општина Мислиња је ретко насељена.

## Насеља општине
| - Горњи Долич - Довже - Заврше - Козјак - Мала Мислиња - Мислиња | - Пака - Разборца - Средњи Долич - Толсти Врх при Мислињи - Шентиљ под Турјаком |

## Додатно погледати
- Мислиња